# 17 Aquarii
17 Aquarii, som är stjärnans Flamsteed-beteckning, är en dubbelstjärna belägen i den östra delen av stjärnbilden Vattumannen.Den har en kombinerad skenbar magnitud på 5,99 och är svagt synlig för blotta ögat där  ljusföroreningar ej förekommer. Baserat på parallaxmätning inom Hipparcosuppdraget på ca 4,9 mas, beräknas den befinna sig på ett avstånd på ca 660 ljusår (ca 204 parsek) från solen. Den rör sig bort från solen med en heliocentrisk radiell hastighet på ca 18 km/s.

## Egenskaper
Primärstjärnan 17 Aquarii A är en orange till röd jättestjärna av spektralklass K4/5 III. Den har en radie, som är ca 28 gånger större än solens och utsänder från dess fotosfär ca 495 gånger mera energi än solen vid en effektiv temperatur av ca 4 000 K.
17 Aquarii är en spektroskopisk dubbelstjärna med en omloppsperiod på 7,29 dygn och en excentricitet på 0,4.